# Список персонажів Portal
Нижче наведено список персонажів ігор Portal та Portal 2, розроблених та виданих Valve.

## Люди

### Челл
Челл — ігровий персонаж двох говних ігор серії Portal. Вона є мовчазним протагоністом, за винятком невеликого бурчання під час виконання фізичних завдань. Про Челл відомо дуже мало правдивої інформації; хоча GLaDOS робить багато заяв про походження та історію Челл, сама GLaDOS визнає, що вона ненадійна. Єдиний достовірний факт, який використовується в серії, — це те, що батьки Челл віддали її в притулок. Чи зробили вони це навмисно, чи ні — невідомо.

### Даг Раттманн
Даг Раттманн, якого часто називають Людиною щуром — персонаж обох ігор Portal та Portal 2. Він був колишнім науковцем, що працював в Aperture Science, і одним з небагатьох, хто вижив, коли GLaDOS заповнила об'єкт нейротоксином. У двох іграх є різні «лігва Раттманна», де Даг Раттманн залишав настінні надписи та мілюнки у прихованих кімнатах. Повністю Раттманна можна побачити лише у Portal 2: Lab Rat, випущеному Valve перед виходом Portal 2, щоб зв'язати історію двох ігор. Головним героєм коміксу є Раттманн. До повстання GLaDOS і викиду нейротоксину Даг Раттманн був науковцем Aperture. Ще тоді скептично ставлячись до комп'ютера, чоловіку вдалось ховатися від газу та GLaDOS, повільно божеволіючи протягом невідомого відрізку часу.
У коміксі «Lab Rat» показано, що, незважаючи на своє божевілля, Даг Раттманн помітив Челл як відхиленого піддослідного через її наполегливість і перемістив її до початоку черги на тестування. Під час подій у «Portal» він працював за лаштунками і писав на стінах повідомлення та попередження для Челл, виводячи її з тестових камер до GLaDOS. Побачивши, як вона перемогла комп'ютер, йому вдалося втекти з об'єкта, але він повернувся, щоб запевнити, що Челл буде поміщена в анімацію кріогенного зберігання на невизначений термін після того, як її затягнуть назад всередину, отримавши серйозну травму (постріл в ногу з турелі), щоб завершити цю справу. На останній панелі коміксу Даг Раттманн також перебуває в анімації кріогенного зберігання. Його доля до подій «Portal 2» залишається незрозумілою, хоча можна знайти ще кілька лігв Ратмана.
Серед написів на стінах у лігвах Раттманна є речення «The cake is a lie», яке стало інтернет-мемом. Серед замальовок також є пастиші кількох віршів, зокрема «Похоронний блюз» Вістен Г'ю Одена, «Не боягузлива душа моя» Емілі Бронте, «Тому що я не міг зупинитися перед смертю» Емілі Дікінсон, «Жнець і квіти» Генрі Водсворта Лонгфелло. Серед замальовлок є також зображення сім'ї, яка дивиться телевізор у 1950-х роках, і портрети Сема Рейберна, Теодора Рузвельта та Келвіна Куліджа. Даг Раттманн наклеїв на їхні голови зображення Кубів компаньйонів. У лігвах у Portal 2 серед замальовок є малюнки Дага Раттманна. В одній з таких нір з радіоприймача лунає пісня The National «Exile Vilify». Деякі слова пісні написані на стінах лігва. Ця пісня була написана ексклюзивно для Portal 2.

### Кейв Джонсон
Кейв Джонсон був засновником і генеральним директором Aperture Science. Він згадується історії компанії, а в грі він з'являється в попередньо записаних повідомленнях (озвучених Дж. К. Сіммонсом), які відтворюються, коли персонаж-гравець досліджує глибини Aperture Science. Джонсон був розчарований успіхами компанії конкурента, Дослідницького Центру Чорна Меза, коли попри значні технологічні здобутки, компанія почала занепадати. Попри банкрутство, Джонсон придбав місячне каміння вартістю 70 мільйонів доларів США. Через отруєння ним, Джонсон серйозно захворів і почав сходити з глузду, аж поки не помер. У Aperture Desk Job дія якої відбувається в альтернативній реальності, Джонсону незадовго до смерті вдалось перенести свідомість до комп'ютера, укладеного в глиняний бюст його власної голови. Джонсон благає гравця скінчити його страждання, але провалюється до глибин комплексу, де залишається на завжди.

### Керолайн
Керолайн, озвучена Еллен Маклейн, є особистою помічницею Кейва Джонсона згідно з аудіозаписами, що звучать під час другого акту Portal 2. Коли стан здоров'я Джонсона погіршився і він став психічно нестабільним, Джонсон наказав призначити Керолайн відповідальною за об'єкт. Зрештою, Керолайн стала модулем особистості GLaDOS. У фіналі Portal 2 GLaDOS, що опинилася поміщеною в картопляній батарейці, згадала про себе як про Керолайн і прийняла це, щоб укласти перемир'я з Челл і перемогти Вітлі. Після перемоги GLaDOS дякує Керолайн за її прозріння, а потім видаляє її особистість.
На ранній стадії розробки Valve створила персонажа «Грег». Однак замість того, щоб наймати актора для озвучення кількох реплік, вони вирішили заощадити і повторно використати Маклейн (голос GLaDOS) для озвучення персонажа, назвавши її Керолайн. Це дало творцям нову ідею пов'язати особистість Керолайн з GLaDOS, і вони написали частину історії Portal 2 про те, як GLaDOS відкриває своє людське минуле, використовує його для досягнення успіху, а потім одразу ж забуває про нього, стираючи його з пам'яті. Грег з'являється як помічник Кейв Прайма в оновленні Perpetual Testing Initiative, але його голос можна почути лише через бурчання.

## Штучні інтелекти та роботи
Конструкти особистості Aperture Science, також відомі як сфери особистості або модулі особистості, — це розумні роботи, створені Aperture, які володіють власною особистістю. Управління та контроль над усім центром здійснює Модуль Особистості, відоме як Центральний Модуль, роль якого номінально виконує GLaDOS. Науковий центр Aperture здатен працювати з обмеженою функціональністю, якщо Центральне Ядро вилучено або вимкнено.

### GLaDOS
GLaDOS (Genetic Lifeform and Disk Operating System; укр. Генетична Форма Життя та Дискова Операційна Система) — комп'ютерна система зі штучним інтелектом, яка контролює лабораторії «Aperture» і є головним антагоністом у серії ігор «Portal». Її озвучує Еллен Маклейн. У першій грі вона пробуджує ігрового персонажа Челл, доручаючи їй пройти небезпечний курс випробувань, але Челл вдається втекти і, здається, знищити її, хоча пізніше з'ясувалося, що її особистість зберігалася в чорній скриньці. У другій грі Вітлі випадково пробуджує GLaDOS, і врешті-решт переконує Челл ініціювати заміну модуля, щоб замінити її на себе. GLaDOS, поміщена в модуль, що живиться від картопляної батареї, змушена співпрацювати з Челл, щоб усунути Вітлі від влади до того, як Aperture буде зруйновано.

### Турелі
Охоронні Турелі Aperture Science — витончені, тонкі стаціонарні роботи, оснащені кулеметами, які стріляють у гравця, щойно він потрапляє в зону їхньої видимості. Використовувалися як випробувальна механіка в Portal і Portal 2, охоронні турелі, розміщені в тестових камерах, повинні бути виведені з ладу або знищені для проходження рівня. Озвучені Еллен МакЛейн, турелі мають ввічливі манери у своїх репліках, такі як «Я не звинувачую вас» або «Не ображайтеся» після вимкнення.
У «Portal 2» також з'являється серія несправних турелей, відомих як «„Дефектні турелі“». Озвучені Ноланом Нортом, вони розмовляють з Бруклінським акцентом, різкі та грубі, але не здатні стріляти кулями чи завдавати шкоди. Вперше вони з'являються в середині однокористувацької кампанії Portal 2 під час диверсії на лінії забезпечення якості, де Вітлі доручає Челл використати несправну турель як шаблон для автоматизованої лінії, яка прийматиме несправні турелі, знищуючи справні.
На короткий час з'являється окрема турель, відома як «Оракул». Призначена для спалення, вона дає загадкові передчуття майбутніх подій у грі, якщо її врятує гравець. Після того, як Вітлі захоплює контроль над Aperture Laboratories у Portal 2, він створює Frankenturret, об'єднання зваженого куба та турелі, здатне лише безцільно ходити навколо. У фінальній сцені Portal 2 гравцеві показують оперу у виконанні хору турелей.
У трейлері Portal 2 Кейв Джонсон описує турелі Aperture Science як такі, що продаються у різноманітних кольорових схемах широкому загалу як засоби домашнього захисту.

### Вітлі
Вітлі — один з модулів особистості GLaDOS, озвучений Стівеном Мерчантом і представлений у «Portal 2», де він став самостійним від GLaDOS. Він допомагає врятувати Челл зі зруйнованого кріогенного сховища, але ненавмисно реактивує GLaDOS. Зрештою, Вітлі підказує Челл ініціювати заміну модуля, що дозволяє йому заволодіти можливостями GLaDOS, його псує влада і відправляє Челл та GLaDOS в картопляній батареї глибоко до надр Aperture Science. GLaDOS виявляє, що Вітлі був розроблений вченими Aperture як «найтупіший дурень, який коли-небудь існував», щоб заважати їй у прийнятті рішень. Некомпетентність Вітлі загрожує знищити Aperture, і Челл та GLaDOS змушені співпрацювати, щоб зупинити його. Наприкінці гри Вітлі виганяють у космос через портал на Місяці, а навколо нього обертається пошкоджений модуль космосу.

### Модулі особистості
Модулі особистості, як і Вітлі, — це портативні ШІ з автономним живленням, сферичної форми, з одним оком і двома ручками. Це модулі, розроблені Aperture Science для встановлення на GLaDOS, щоб розширити її можливості. Пізніше, коли GLaDOS проявила ознаки загрози викиду нейротоксину в комплексі, вчені переобладнали сфери в «технологію інгібування ШІ», розроблену як «совість», щоб перешкоджати програмам GLaDOS. Вони присутні в обох іграх.
У Portal Челл видаляє існуючі ядра, які були встановлені в GLaDOS, що призводить до несправності, яка, здається, знищує GLaDOS і звільняє Челл. Чотири модулі, представлені тут, є наступними:
- Модуль моралі було встановлено у GLaDOS, щоб перешкодити їй затопити лабораторії нейротоксином (як вона це робила раніше). Воно випадково випадає з GLaDOS, коли Челл заходить до її камери.
- Модуль допитливості не дало GLaDOSу вбити Челл, щоб поспостерігати за її діями. Це ядро постійно ставить Челлу запитання.
- Модуль інтелекту повторює рецепт торта з багатьма нетрадиційними інгредієнтами, посилаючись на торт, який мав бути приготований Челлу наприкінці курсу тестування.
- Модуль емоцій, яке замість того, щоб говорити, видає лише гнівні ричання та гарчання.

Модуль моралі у грі не розмовляє. Модуль допитливості та Інтелекту були озвучені Маклейн, в той час як гнівні звуки Модуля емоцій були озвучені Майком Паттоном. Valve повторно використала ці репліки для деяких спеціальних інфікованих Left 4 Dead. Наприкінці Portal можна побачити, як кілька Модулів особистості прокидаються в кімнаті, в якій також є торт.
У Portal 2, після того, як Вітлі захопив об'єкт, GLaDOS, вбудована у картоплину на портальній гарматі Челл, наказує їй встановити «пошкоджені» Модулі на Вітлі, щоб комп'ютер думав, що він пошкоджений, і повернути GLaDOS на чолі Aperture. Тут показано три ядра:
- Модуль космосу говорить про космос у нав'язливій і незв'язній манері, і врешті-решт його засмоктує у космос разом з Вітлі. Космічне ядро стало інтернет-мемом. Цей персонаж з'являється в моді, опублікованому Valve для відеогри Skyrim. Космічне ядро було натхненне рекламою Акваріум на узбережжі Орегону[1].
- Модуль пригод (яке називає себе «Рік») діє як архетип чоловічого протагоніста і намагається фліртувати з Челлом.
- Модуль пригод констатує випадкові, нерелевантні факти з різною точністю.

Усі три ядра були озвучені Ноланом Нортом, який також озвучував Дефектні турелі.
На одному з етапів розробки Portal 2'' сценаристи передбачали, що модулі захоплять давно занедбану Aperture і створять власні мікросвіти у грі. Один модуль був натхненний персонажем Редом з фільму «Втеча з Шоушенка» у виконанні Моргана Фрімена, який був би повністю знайомий з кожною деталлю кімнати розміром 10 на 10 футів, і був би абсолютно зачарований усім, що знаходилося поза сферою його впливу. Іншого модуля б звали Квінт, на честь персонажа фільму «Щелепи», і вважав би себе «мисливцем на ШІ», кінцевою здобиччю якого була б GLaDOS. Зрештою, цю концепцію було відкинуто, залишивши лише Вітлі, але деякі з передбачуваних модулів були доведені до фінальної битви.

### ATLAS і P-body
ATLAS і P-body (відомі як Синій та Помаранчевий у GLaDOS) - персонажі кооперативної кампанії Portal 2. Це два роботи, які не вміють розмовляти і можуть лише видавати хрюкання, яке озвучує Ді Бредлі Бейкер. Вони мають власну портальну гармату, яка має колір власника (синій і фіолетовий для ATLAS, жовтий і червоний для P-body). Atlas і P-Body описуються як чоловічний і жіночний, відповідно, як заявив Чет Фалішек в інтерв'ю.
Під час кампанії GLaDOS називає їх Синім і Помаранчевим, відповідно, і постійно намагається зіпсувати їхні стосунки, нагороджуючи одного та ігноруючи іншого. GLaDOS відправляє ATLAS та P-body у чотири зони, щоб отримати доступ до дисків з даними. Після цього вони підриваються, оскільки GLaDOS стверджує, що це єдиний спосіб отримати їх з цих зон. Пізніше GLaDOS наказує їм знайти певний "сюрприз" у певній зоні. Вони вирушають на пошуки, але натрапляють на сотні тисяч інших піддослідних у стані анабіозу. Після завершення кооперативної кампанії GLaDOS заявляє, що вони врятували науку. ATLAS і P-body починають святкувати, щоб бути негайно підірваними GLaDOS.
У кампанії DLC "Peer Review" ATLAS і P-body реактивуються GLaDOS через тиждень після оригінальної кооперативної кампанії, під час якої GLaDOS вже знищила всіх знайдених піддослідних, намагаючись перетворити їх на "машини для вбивства". Двох роботів відправляють на пошуки саботажника, який захопив контроль над прототипом центрального модуля і спричиняє проблеми на об'єкті. Зрештою виявляється, що саботажник - птах, який дзьобає клавіатуру консолі, що викликає паніку у GLaDOS, коли вона впізнає в ньому того, хто намагався з'їсти її, коли вона була картоплею. ATLAS і P-body вдається прогнати пташку, заслуживши рідкісний комплімент від GLaDOS, перш ніж вона помічає яйця в її гнізді. Замість того, щоб розбити їх, GLaDOS забирає яйця до себе в кімнату, щоб виростити пташенят, які стануть її власними маленькими "машинами для вбивства".
За словами GLaDOS, ATLAS і P-body були створені для кооперативної ініціативи з тестування і повинні були поступово припинити випробування на людях після того, як Chell втекла з Вітлі. Однак вона так і не змогла використати їх для тестування. В однокористувацькій кампанії Portal 2 Вітлі знаходить ATLAS і P-body у сховищі і вирішує вбити Челл і GLaDOS та використати їх замість них. Пізніше вони з'являться, коли Челл отримує свободу від GLaDOS.
Спочатку персонажами кооперативної гри були Челл (персонаж одиночної гри) та Мел, ще один піддослідний. Цю концепцію було відкинуто, коли ігрове тестування показало, що кооперативні персонажі будуть часто вмирати. Людей замінили нескінченними роботами, що відроджуються. На ранніх етапах розробки Portal 2 концепція ATLAS і P-body більше нагадувала Westworld

### Диктор
Диктор (озвучений Джо Майклзом) - другорядний персонаж у Portal 2, який слугує виключно комп'ютерним голосом для системних сповіщень та автономних операцій об'єктів Aperture за відсутності GLaDOS. Голосові оголошення Диктора проводять гравця протягом початку Portal 2.

## Тестувальне обладнання

### Зважений куб компаньйон
Зважені куби компаньйони - це різновид Зважених зберігальних кубів, які використовуються у випробувальних камерах. Вони відрізняються від Зважених зберігальних кубів маленькими рожевими сердечками на зовнішній поверхні замість логотипу Aperture Science.
У "Portal", під час випробування в тестовій камері 17, Челл отримала від GLaDOS Зважений куб компаньйон, пообіцявши, що він стане її вірним супутником на час випробування. Челл має використати Куб, щоб завершити камеру, після чого GLaDOS вимагає, щоб вона спалила Куб, перш ніж зможе пройти далі. Вимога спалення куба походить з тестової гри Portal, під час якої гравці брали з собою куби компаньйони на пізніші рівні, що несподівано впливало на ігровий процес. Ще один куб компаньйон можна побачити в кінці гри, він стоїть поруч з тортом. У Portal 2 перероблені зважені Куби компаньйони з'являються у випробувальній камері 7 у розділі 2. На початку випробування GLaDOS знищує два з них, щоб роздратувати Челл. Наприкінці тесту Челл має можливість забрати Зважений куб компаньйон з собою, але якщо вона це зробить, GLaDOS знищить Куб-компаньйон до того, як Челл зможе увійти в ліфт, що веде до наступної тестової камери. Куб компаньйон старого дизайну, ймовірно, з "Portal", з'являється в самому кінці гри, коли GLaDOS його викидає, обвуглений і обпалений, з сараю (можливо, на рівні землі) невдовзі після від'їзду Челл. Куби компаньйони також часто згадуються в лігві Раттманна в " Portal". У коміксі " Lab Rat" Раттманна також супроводжує уявний Куб-компаньйон, який розмовляє з ним.
З моменту свого дебюту Куб компаньйон став інтернет-мемом, що призвело до появи великої серії сувенірної продукції та появи в різних інших медіа.